# Wołczyn (gromada)
Wołczyn – dawna gromada, czyli najmniejsza jednostka podziału terytorialnego Polskiej Rzeczypospolitej Ludowej w latach 1954–1972.
Gromady, z gromadzkimi radami narodowymi (GRN) jako organami władzy najniższego stopnia na wsi, funkcjonowały od reformy reorganizującej administrację wiejską przeprowadzonej jesienią 1954 do momentu ich zniesienia z dniem 1 stycznia 1973, tym samym wypierając organizację gminną w latach 1954–1972.
Gromadę Wołczyn z siedzibą GRN w mieście Wołczynie (nie wchodzącym w skład gromady) utworzono 1 stycznia 1969 w powiecie kluczborskim w woj. opolskim z obszarów zniesionych gromad Krzywiczyny i Szymonków w tymże powiecie.
Gromada przetrwała do końca 1972 roku, czyli do kolejnej reformy gminnej. 1 stycznia 1973 w powiecie kluczborskim utworzono gminę Wołczyn.